# 国家地方警察石川県本部
国家地方警察石川県本部（こっかちほうけいさついしかわけんほんぶ）は、旧警察法時代に存在した石川県の都道府県国家地方警察で、自治体警察を設けない地域を管轄区域とする。また国家地方警察大阪警察管区本部の行政管理を受ける。
1954年（昭和29年）の新警察法の公布により廃止され、新たに都道府県警察として石川県警察本部が発足した。

## 組織
1948年（昭和23年）時点
- 総務部
  - 秘書調査課、会計課
- 警務部 　 
  - 人事装備課、教養課
- 刑事部 　 
  - 捜査課、鑑識課、防犯統計課
- 警備部 　 
  - 警備課、交通課、通信課

## 地区警察署
1948年（昭和23年）時点
- 江沼地区警察署
- 能美地区警察署
- 石川地区警察署
- 河北地区警察署
- 羽咋地区警察署
- 鹿島地区警察署
- 鳳至地区警察署
- 珠洲地区警察署

## 支所
1948年（昭和23年）時点
- 小松支所

## 県内の自治体警察
- 金沢市警察
- 七尾市警察
- 小松市警察

※以下は1951年10月1日に廃止された。
- 大聖寺町警察
- 山中町警察
- 山代町警察
- 片山津町警察
- 松任町警察
- 美川町警察
- 鶴来町警察
- 高松町警察
- 羽咋町警察
- 穴水町警察
- 輪島町警察
- 宇出津町警察